# Mirko Božić
Mirko Božić (Sinj, 1919. szeptember 21. – Zágráb, 1995. augusztus 1.) horvát író volt.

## Élete és pályafutása
Az általános iskolát és a középiskolát (1930–1938) Sinjben végezte. 1938-tól jogot tanult Belgrádban, majd 1941-ben Zágrábban szerzett diplomát. 1941-től 1943-ig a Népi Felszabadítási Mozgalom sinji szervezetével működött együtt, majd a felszabadult területre költözött. A háború alatt a Spliti Regionális Népi Felszabadítási Bizottság (NOO) színjátszó csoportját vezette, majd a felszabadulás után a spliti területi NOO kulturális referense (1945–47), a Spliti Pionir színház vezetője (1946/47), illetve a Spliti Opera énekese (1946–47) volt. 1947-ben és 1948-ban a fiumei Ivan Zajc Nemzeti Színház titkára volt, 1948–52-ben a Horvát Kommunista Párt Központi Bizottsága (CK KPH) agitprop osztályán dolgozott, majd a Zágrábi Horvát Nemzeti Színház színigazgatója (1952–1954) volt. Ezután független íróként dolgozott Zágrábban, a Kulturni radnik (1958), a Literatura (1958), a Književnik (1959–60) és a Telegram hetilapot (1960–65) szerkesztette. 1965 és 1969 között a zágrábi Horvát Nemzeti Színház a színházépület felújításáért felelős intendánsa volt. 1967 és 1974 között a Horvát Szocialista Köztársaság (SRH) Parlament Kulturális és Oktatási Tanácsának elnöke, a Horvát Köztársaság Központi Bizottsága elnökségének tagja, a Horvát Köztársaság parlamentjének alelnöke (1970- 74.), a Horvát Köztársaság Elnökségének tagja (1974–78), 1978-tól a Jugoszláv Kommunista Szövetség Központi Bizottságának (CK SKJ) tagja. 1956-ban és 1959/60-ban a Horvát Írószövetség és a Ča nyelvjárás parlamentjének elnöke (1969–1973) volt. A Jugoszláv Tudományos és Művészeti Akadémia (JAZU) rendes tagja (1975) és a Szerb Tudományos és Művészeti Akadémia (SANU) levelező tagja volt. Irodalmi munkásságáért megkapta a Szövetségi Irodalmi Díjat (1949), a Horvát Írószövetség díját (1952), a NIN-díjat (1955) és a Goran-díjat (1976), az AVNOJ-díjat (1979), valamint a Vladimir Nazor-díjat (1986).

## Irodalmi tevékenysége
Az irodalomban a „Napad iz hravat” és a „Moderni zvuci” című szatirikus drámai kísérletekkel már középiskolásként letette névjegyét, amelyeket a sinji amatőr társulat adott elő. Később rövid jeleneteket és színdarabokat írt a felszabadult területen lévő színházi csoportoknak. Első megjelent munkája a „Protivnica” (Vjesnik, 1945) című regénye volt. Szövegeket írt és népmeséket adaptált a spliti bábszínház számára. 1947-ben jelent meg a Most című drámája, melynek első előadása Pélmonostorban volt 1948-ban, majd a Devet gomolja (1949), Povlačenje (1949), Skretnica (1951), Ljuljačka u tužnoj vrbi (1956), és a Pravednik (1961) című színdarabok következtek. Božić első darabjai tematikusan a Sinj-Cetina régió háborús körülményeihez kapcsolódnak, és olykor megemlékező jellegűek voltak. A Povlanje és a Pravednik háborús drámákban, valamint a Ljuljačka u tužnoj vrbi és a Svilene papuče című, háború utáni ciklusban Božić etikai és pszichológiai alapon közelíti meg a bonyolultabb dramaturgiai részeket.
A színdarabok, novellák és regények mellett rádiójátékokat, tévésorozatot, filmforgatókönyvet publikált. Esszéi és kritikai cikkei a szocialista társadalom irodalmi, különösen kulturális problémáiról a Vjesnik, Telegram, Forum, Naše teme, Kaj, Hvarska konferencija stb. kiadványokban jelentek meg. Prózáját áthatja az egyszerű ember életének kritikus szemlélése. A maga elemi formájában foglalkozik a természet megnyilvánulásaival: az önfenntartásért folytatott harctól a legfelsőbb humanizmusig. A horvát irodalmi nyelvről alkotott nézeteit a „Zapisi usputni” című könyvében ismertette. A regényekben a háború utáni idők társadalmi negativitása szatirikusan formálódik. Božić azon írók közé tartozik, akik könnyed humorral illetik a népi felszabadító háború témáját. Műveit lefordították albán, bolgár, angol, eszperantó, finn, magyar, macedón, holland, német, lengyel, román, orosz, szlovák, szlovén és olasz nyelvekre.

## Művei
- Most. Zagreb 1947.
- Devet gomolja. Zagreb 1949, Beograd 1950.
- Povlačenje. Zagreb 1949, Beograd 1950, 1959.
- Drame. Povlačenje. Most. Devet gomolja. Zagreb 1950.
- Skretnica. Zagreb 1950.
- Kurlani, gornji i donji. Zagreb 1952, Beograd 1958.
- Novele. Zagreb 1953.
- Neisplakani. Zagreb 1955, Sarajevo 1958, Beograd 1969.
- Ljuljačka u tužnoj vrbi. Beograd 1957.
- Svilene papuče. Zagreb 1959.
- Drame. Povlačenje. Ljuljačka u tužnoj vrbi. Svilene papuče. Zagreb 1960.
- Drame. Povlačenje. Ljuljačka u tužnoj vrbi. Pravednik. Zagreb 1968.
- Odabrana djela Mirka Božića. Zagreb 1970.
- Hrvatski književni jezik u svjetlu izmjena Ustava SR Hrvatske. Split 1973.
- Svilene papuče. Djevojka i hrast. Beograd 1973.
- Colonnello. Zagreb 1975.
- Djevojka i hrast i druge priče. Zagreb 1975.
- Zapisi usputni. Split 1975.
- Bomba. Zagreb 1976.
- Aktualni tokovi kulture i stvaralaštva u Hrvatskoj (társszerzők M. Bošnjak és D. Grubiša). Beograd 1979.
- Izabrana djela. Pet stoljeća hrvatske književnosti, 147. Zagreb 1980.
- Tijela i duhovi. Zagreb 1981.
- Izabrana djela, 1–6. Zagreb 1986.